# 4 Mand Høj
4 Mand Høj var en dansk vokalgruppe, der blev dannet i 1977 og optrådte i radio, TV og ved talrige koncerter rundt i landet med et repertoire bestående af barbershop harmonies, klassiske mandskorsange, kirkemusik, folkesange og evergreens. Gruppen medvirkede 1983 i Det ny Teaters forestilling Sommervaudevillen 1908 instrueret af Jesper Klein, DR TV's HOPLA udsendelse 1979 og 1981 og Poul Nesgaards Ungdomsredaktionen 
1980. 
Vokalgruppen havde sin sidste koncert i Bakkehuset på Frederiksberg 6. juni 2004. 
I 1996 indspillede gruppen i Sorø Kirke med sangerne Bo Nandfred og Lars Pedersen CD'en Gregoriana Denmark under navnet Absalon Six. 

## Medlemmer
- Kim Glies Nandfred, 1 . tenor (1986-2004) – Stefan Haugland (1977-1986)
- Otto Leander Nielsen, 2. tenor
- Helge Baun Sørensen, 1. bas
- Henrik E. Frederiksen, 2. bas

## Diskografi
- 1980 LP Barbershop Harmonies and Negro Spirituals. Eminent ELP 6001

- 1993 CD Munkesang og Bægerklang. Serenade SRCD 2001 (Olufsen Records) Middelalder- og renæssancemusik og dansk kirkemusik af bl.a.Weyse og Lewkovitch.

- 1996 CD Gregoriana Denmark. Classico ClassCD 131 (Olufsen Records) Dansk gregoriansk sang fra Absalons tid, bl.a. messer til Knud Lavards helgenkåring i Skt. Bendts kirke, Ringsted år 1170.

- 2002 CD As Time Goes By. TCD 1318 Et udvalg af kvartettens populæreste barbershop harmonies, folkesange og evergreens.